# We the Best Forever
Albums de DJ Khaled
Victory (en)
(2010) Kiss the Ring
(2012)
Singles
1. Welcome to My Hood
Sortie : 1er février 2011
2. I'm On One
Sortie : 20 mai 2011
3. It Ain't Over Til It's Over
Sortie : 8 juillet 2011
4. Legendary
Sortie : 4 octobre 2011

We the Best Forever est le cinquième album studio de DJ Khaled, sorti le 28 juin 2011.
L'album s'est classé 1er au Top Rap Albums, 2e au Top R&B/Hip-Hop Albums et 5e au Billboard 200.

## Liste des titres
| No  | Titre | Auteur | Contient un (des) sample(s) de                                                                           | Durée |
| --- | --- | --- | --- | ----- |
| 1.  | I'm On One (featuring Drake, Rick Ross et Lil Wayne – Produit par T-Minus, Noah « 40 » Shebib et Kromatik) | Khaled Khaled, Aubrey Graham, William Roberts, Dwayne Carter, Jr., Tyler Williams                                                                                               | Throwed Off (Fuck Everybody) de Treal Lee and Prince Rick featuring Solace Trust Issues de Drake         | 4:56  |
| 2.  | Welcome to My Hood (featuring Rick Ross, Plies, Lil Wayne et T-Pain – Produit par The Renegades, DJ Khaled et DJ Nasty)                                                                                              | Khaled, Roberts, Algernod Washington, Carter, Faheem Najm, Johnny Mollings | Sound of da Police de KRS-One Deuces de Chris Brown et Tyga featuring Kevin McCall Hustlin' de Rick Ross | 4:10  |
| 3.  | Money (featuring Jeezy et Ludacris – Produit par Lex Luger) | Khaled, Jay Jenkins, Chris Bridg es, Lexus Lewis | | 3:55  |
| 4.  | I'm Thuggin (featuring Waka Flocka et Ace Hood – Produit par Lex Luger) | Khaled, Juaquin Malphurs, Antoine McCollister, Lewis | | 4:16  |
| 5.  | It Ain't Over Til It's Over (featuring Mary J. Blige, Fabolous et Jadakiss – Produit par Infinity) | Khaled, Jason Phillips, Mary Jane Blige, John Jackson, Kelly Sheehan, Olivia Waithe                                                                                             | P.S.K. - What Does It Mean? de Schoolly D                                                                | 3:13  |
| 6.  | Legendary (featuring Chris Brown, Keyshia Cole et Ne-Yo – Produit par DJ Nasty & LVM, Gary Carolla et DJ Khaled) | Khaled, Christopher Brown, Keyshia Cole, Shaffer Smith, J. Mollings, L. Mollings, Gary Carolla, L. Knighten                                                                     | | 4:16  |
| 7.  | Sleep When I’m Gone (featuring The Game, Busta Rhymes et Cee-Lo – Produit par Danja) | Khaled, Nate Hills, Jayceon Taylor, Timothy Callaway, Trevor Smith, Kelly Sheehan                                                                                               | | 5:22  |
| 8.  | Can't Stop (featuring Birdman et T-Pain – Produit par Boi-1da et Matthew Burnett) | Khaled, Bryan Williams, Najm, Matthew Samuels et Matthew Burnett | | 2:49  |
| 9.  | Future (featuring Ace Hood, Meek Mill, Big Sean, Wale et Vado – Produit par Boi-1da) | Khaled, Samuels, McCollister, Robert Williams, Sean Anderson, Olubowale Akintimehin, Teeyon Winfree                                                                             | | 5:35  |
| 10. | My Life (featuring Akon et B.o.B – Produit par Luis Diaz et Ben Diehl) | Khaled, Aliaune Thiam, Bobby Ray Simmons, Luis Diaz, Benjamin Diehl, Kelly Sheehan, Heather Bright                                                                              | | 3:31  |
| 11. | A Million Lights (featuring Tyga, Mack Maine, Cory Gunz, Jae Millz et Kevin Rudolf – Produit par The Runners et The Monarch)                                                                                         | Khaled, Kevin Rudolf, Michael Stevenson, Jermaine Preyan, Jarvis Mills, Peter Pankey Jr., Andrew Harr, Jermaine Jackson, Andre Davidson, Sean Davidson, Walter Douglas Powers   | | 4:29  |
| 12. | Welcome to My Hood (Remix) (featuring T-Pain, Ludacris, Busta Rhymes, Twista, Mavado, Birdman, Ace Hood, The Game, Fat Joe, Jadakiss, Bun B et Waka Flocka – Produit par The Renegades, DJ Nasty & LVM et DJ Khaled) | Khaled, Mollings, Mollings, Najm, Christopher Bridges, Smith, Carl Mitchell, David Brooks, Williams, McCollister, Joseph Cartagena, Phillips, Bernard Freeman, Taylor, Malphurs | Hustle Hard d'Ace Hood                                                                                   | 7:10  |

| 13. | Self Paid (featuring Rox et Rick Ross – Produit par Johnny Juliano)                                                                     | Khaled, Roberts                                                     |                          | 3:24 |
| 14. | Rock N Roll (Remix) (Interprété par Raekwon featuring DJ Khaled, Game, Pharrell et Busta Rhymes – Produit par DJ Khalil)                | Khaled, Corey Woods, Taylor, Pharrell Williams, Smith, Abdul-Rahman |                          | 5:13 |
| 15. | Bottles & Rockin' J's (Interprété par Game featuring DJ Khaled, Busta Rhymes, Rick Ross, Fabolous et Lil Wayne – Produit par Lex Luger) | Khaled, Taylor, Smith, Roberts, Jackson, Carter, Lewis              | 365 de Waka Flocka Flame | 5:39 |